# Synaptola tomentosus
Synaptola tomentosus là một loài bọ cánh cứng trong họ Cerambycidae.